# Кхорихас
Кхорихас (англ. Khorixas) — город на северо-западе Намибии, входит в состав области Кунене. Административный центр одноимённого округа.

## История
До 1989 года город носил название Велвичия и являлся административным центром бантустана Дамараленд.

## Географическое положение
Город находится в южной части области, на расстоянии приблизительно 317 километров к северо-западу от столицы страны Виндхука. Абсолютная высота — 1026 метров над уровнем моря.

## Климат
| Показатель                    | Янв. | Фев. | Март | Апр. | Май  | Июнь | Июль | Авг. | Сен. | Окт. | Нояб. | Дек. | Год   |
| ----------------------------- | ---- | ---- | ---- | ---- | ---- | ---- | ---- | ---- | ---- | ---- | ----- | ---- | ----- |
| Средний суточный максимум, °C | 31,6 | 30,7 | 30,7 | 30,2 | 28,0 | 26,4 | 25,5 | 27,7 | 30,5 | 31,8 | 32,4  | 32,1 | 29,8  |
| Средняя температура, °C       | 24,3 | 24,1 | 24,2 | 23,0 | 20,0 | 18,2 | 17,2 | 18,8 | 21,5 | 23,2 | 24,3  | 24,2 | 21,9  |
| Средний суточный минимум, °C  | 17,1 | 17,4 | 17,8 | 15,7 | 12,0 | 10,0 | 9,0  | 9,9  | 12,4 | 14,7 | 16,2  | 16,3 | 14,0  |
| Норма осадков, мм             | 45,0 | 63,9 | 66,6 | 22,4 | 3,5  | 0,0  | 0,0  | 0,3  | 0,7  | 6,0  | 13,7  | 10,0 | 232,1 |
| Источник: ,                   |      |      |      |      |      |      |      |      |      |      |       |      |       |

## Население
По оценочным данным 2001 года численность населения составляла 10 723 человек.
Динамика численности населения города по годам:
| 1981  | 1991  | 2001   | 2013   |
| ----- | ----- | ------ | ------ |
| 5 300 | 7 358 | 10 723 | 14 857 |

В этническом составе населения преобладают представители народности дамара.

## Достопримечательности
Поблизости от Кхорихаса расположена долина Твифелфонтейн, известная большим числом открытых здесь наскальных рисунков.